# 小川原湖

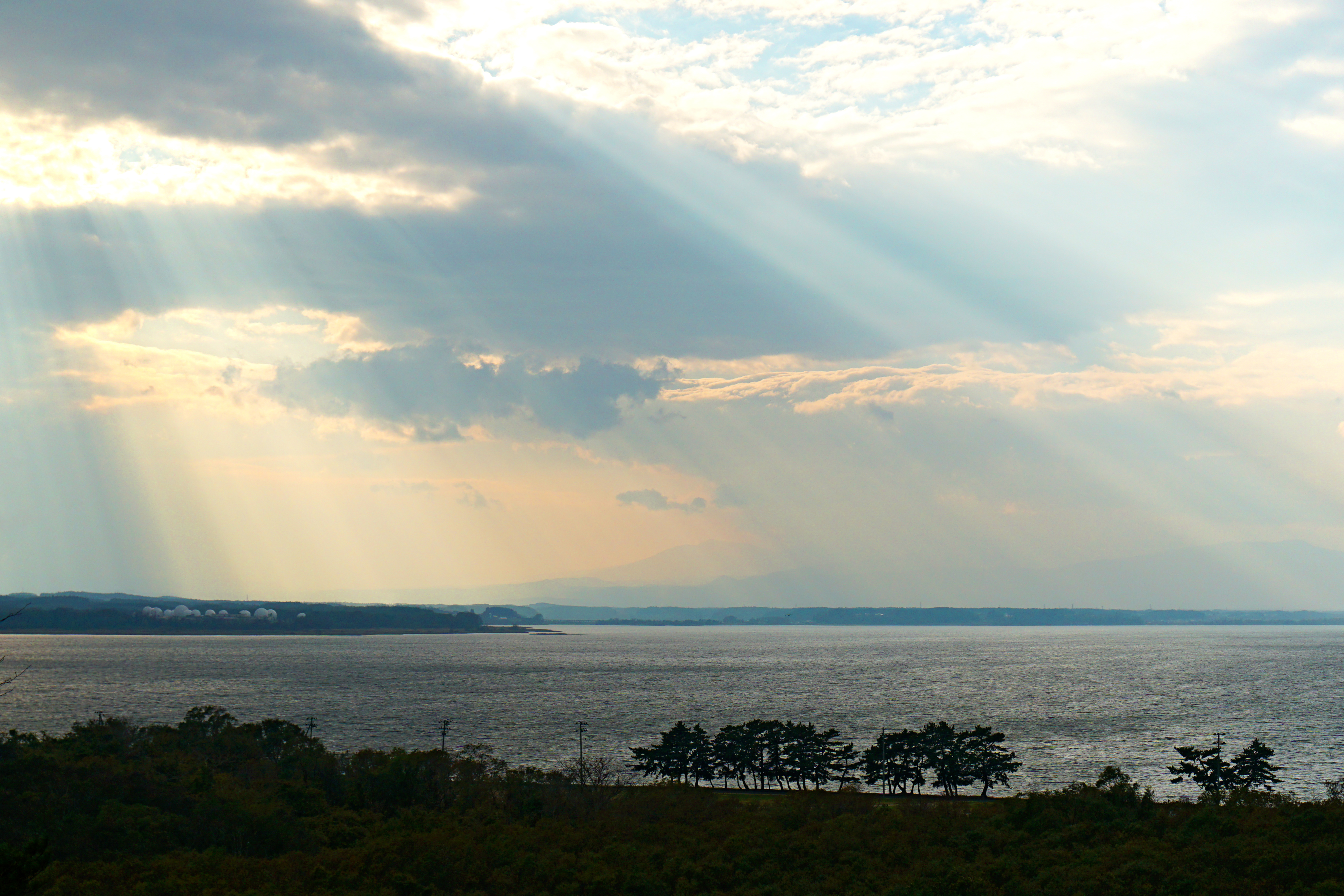
由三澤市測拍攝

小川原湖（日语：／ Ogawara-ko）是日本青森縣上北郡東北町的湖泊。屬於半鹹水湖。面積61.98平方公里，是日本第11大湖泊。地址訂為青森縣上北郡東北町大字大浦字小川原湖191番地。

## 地理
小川原湖位於青森縣東部，是該縣面積最大的湖泊。最深處達25公尺，湖岸至離岸200公尺處為深2公尺的較淺部分。海面水位高於湖面水位時期，海水則逆流高瀨川注入湖中。
小川原湖周遭有包括尾駮沼、鷹架沼、市柳沼、田面木沼、內沼、姊沼的湖沼群分布，總稱為小川原湖湖沼群。
- 流入河川：七戶川、花切川、砂土路川、姊沼川
- 流出河川：高瀨川

## 自然環境
小川原湖湖沼群周遭保有豐富的自然環境，構成多種多樣的生物體系，被環境省定為日本500重要濕地、日本音風景百選。
部分湖沼群有毬藻生存其中、近年來確認小川原湖半鹹水性球藻的近親存在，此為日本首次發現。
過去有遠東哲羅魚棲息於小川原湖，曾有捕獲約1噸的紀錄，1943年突然滅絕。鳥類方面，則為大天鵝、小天鵝的棲息地。　

## 使用
因水產資源豐富，稱為寶沼。主要的水產資源有西太公魚、銀魚、鰕虎、蜆(大和蜆)、鰻魚。小川原湖漁業協同組合負責管理及捕撈。
因為湖淺，夏季戲水遊客眾多。冬季湖面結冰，可以穴釣西太公魚。七戶川舊道花切川，是釣高身鯽的知名地點。

## 觀光設施
三澤市
- 三澤露營場

東北町
- 小川原湖公園
- 小川原湖友誼村
- 小川原湖露營場
- 公立小川原湖青年之家
- 濱台露營場
- 濱台湖水浴場

## 淡水化工程
1970年代作為陸奧小川源開發計畫的一環，計畫將小川原湖淡水化，進行供水（小川原湖廣域水道用水供給事業）。然而之後得出實際需水量被高估的結論，1996年12月，公告撤回淡水化。

## 污染事件
2018年2月20日，美國空軍一架駐防在三澤基地的F-16戰鬥機，起飛後不久因發動機起火而緊急拋棄兩具外燃料箱到小川原湖，造成該湖受外漏燃料的污染。由於正值蜆貝和西太公魚等水產的捕撈旺季，在燃料箱未打撈且燃料未清除前，當地漁民無法進行捕撈作業，造成經濟損失。

## 外部連結
- 国土交通省東北地方整備局高瀬川河川事務所 （页面存档备份，存于）
- 小川原湖広域観光協議会 （页面存档备份，存于）
- 小川原湖漁業協同組合 （页面存档备份，存于）
- 道の駅おがわら湖 （页面存档备份，存于）
- 日本の重要湿地500
- 日本の音風景100選
- 小川原湖伝説 （页面存档备份，存于）